# Glaucoma neovascular
El glaucoma neovascular es un tipo especial de glaucoma secundario  que se produce como consecuencia de la formación de nuevos vasos sanguíneos en el iris (rubeosis iridis). Estos nuevos vasos  acaban por provocar una obstrucción en la circulación del humor acuoso por la cámara anterior del ojo, lo cual desencadena una hipertensión ocular.

## Fisiopatología
Como consecuencia de una falta de oxígeno crónica y mantenida de la retina, el organismo produce una serie de sustancias que estimulan la formación de nuevos vasos sanguíneos, fenómeno al que se llama neovascularización.

## Causas
Las causas principales que producen este tipo de glaucoma son la oclusión de la vena central de la retina y la diabetes mellitus. La diabetes es una enfermedad crónica que después de años de evolución  acaba por dañar los vasos de la retina quedando esta con una deficiencia de oxígeno mantenida.
Otras causas menos frecuentes son la obstrucción de la arteria carótida, los tumores oculares, la obstrucción de la arteria central de la retina,  el desprendimiento de retina y otros procesos que causan inflamación mantenida en el interior del ojo.

## Evolución
Para describir la evolución habitual, resulta didáctico dividirla en tres fases que se desarrollan sucesivamente.

### Rubeosis iridis
En este periodo inicial, se forman pequeños vasos en la superficie del iris que son más visibles en el borde de la pupila. La presión intraocular es todavía normal.

### Glaucoma secundario de ángulo abierto
Los nuevos vasos se desarrollan por la pared del iris y alcanzan un lugar de la cámara anterior del ojo que se llama  trabéculo.  Al obstaculizarse la reabsorción del humor acuoso que tiene lugar en el trabéculo, se eleva la presión intraocular.

### Glaucoma secundario de ángulo cerrado
El tejido vascular y el fibroso que lo acompaña invade totalmente la zona del trabéculo provocando el cierre del ángulo iridocorneal (ángulo cerrado) y una elevación muy importante de la presión intraocular. Es la fase más grave, existe dolor, disminución importante de la visión, edema de córnea, distorsión en la forma de la pupila, enrojecimiento y congestión del sector anterior del ojo.

## Tratamiento
El tratamiento consiste fundamentalmente en controlar tres aspectos de la enfermedad, la hipertensión ocular, la falta de oxígeno de la retina (isquemia) y el dolor. El procedimiento más empleado es la fotocoagulación panretiniana mediante la aplicación de láser.